# Ryōkichi Sugimoto
Ryōkichi Sugimoto (杉本良吉, Sugimoto Ryōkichi), né le 9 février 1907 et mort le 20 octobre 1939, est un metteur en scène japonais.

## Biographie
Ryōkichi Sugimoto est un metteur en scène de théâtre shinpa et shingeki au talent reconnu. Il est membre de la compagnie du « Petit Théatre Tsukiji » (Tsukiji Shōgekijō) fondée en 1924 par Kaoru Osanai.
Membre du parti communiste japonais, Ryōkichi Sugimoto tente une première fois de fuir en URSS en 1932 à la suite des persécutions de la police japonaise mais sa tentative échoue. Il est arrêté en 1933.  
Tombé amoureux de l'actrice Yoshiko Okada, le couple prépare sa fuite du Japon impérialiste et militariste pour rejoindre l'URSS où ils espèrent gagner leur liberté artistique et vivre leur amour car tous deux sont mariés. Ils passent la frontière depuis la préfecture de Karafuto sur l'île de Sakhaline le 3 janvier 1938 mais sont vite arrêtés par la police soviétique. Sugimoto est exécuté comme espion le 20 octobre 1939 et Yoshiko Okada est condamnée à dix ans de travaux forcés au goulag.